# 天暉路體育館

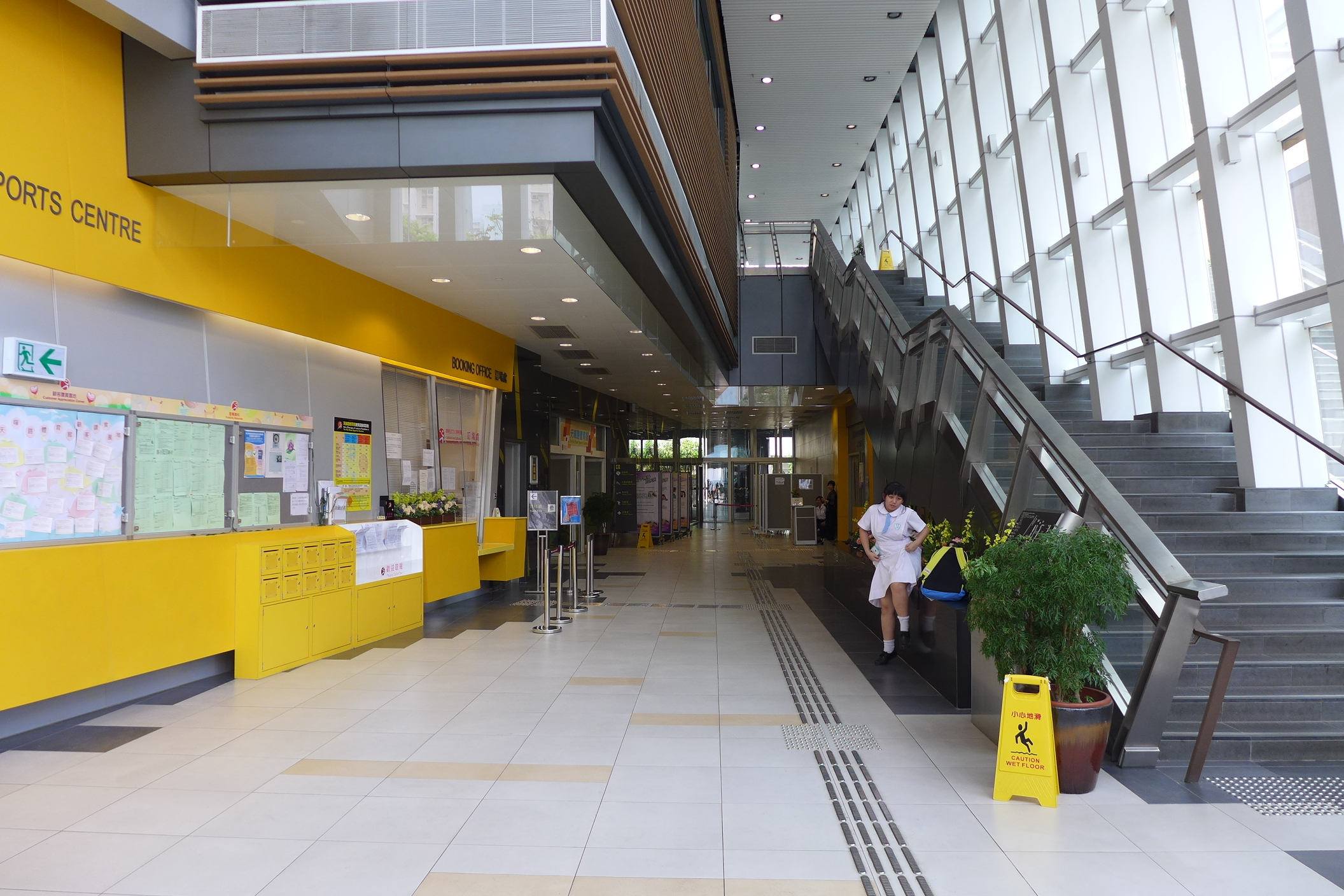
大堂

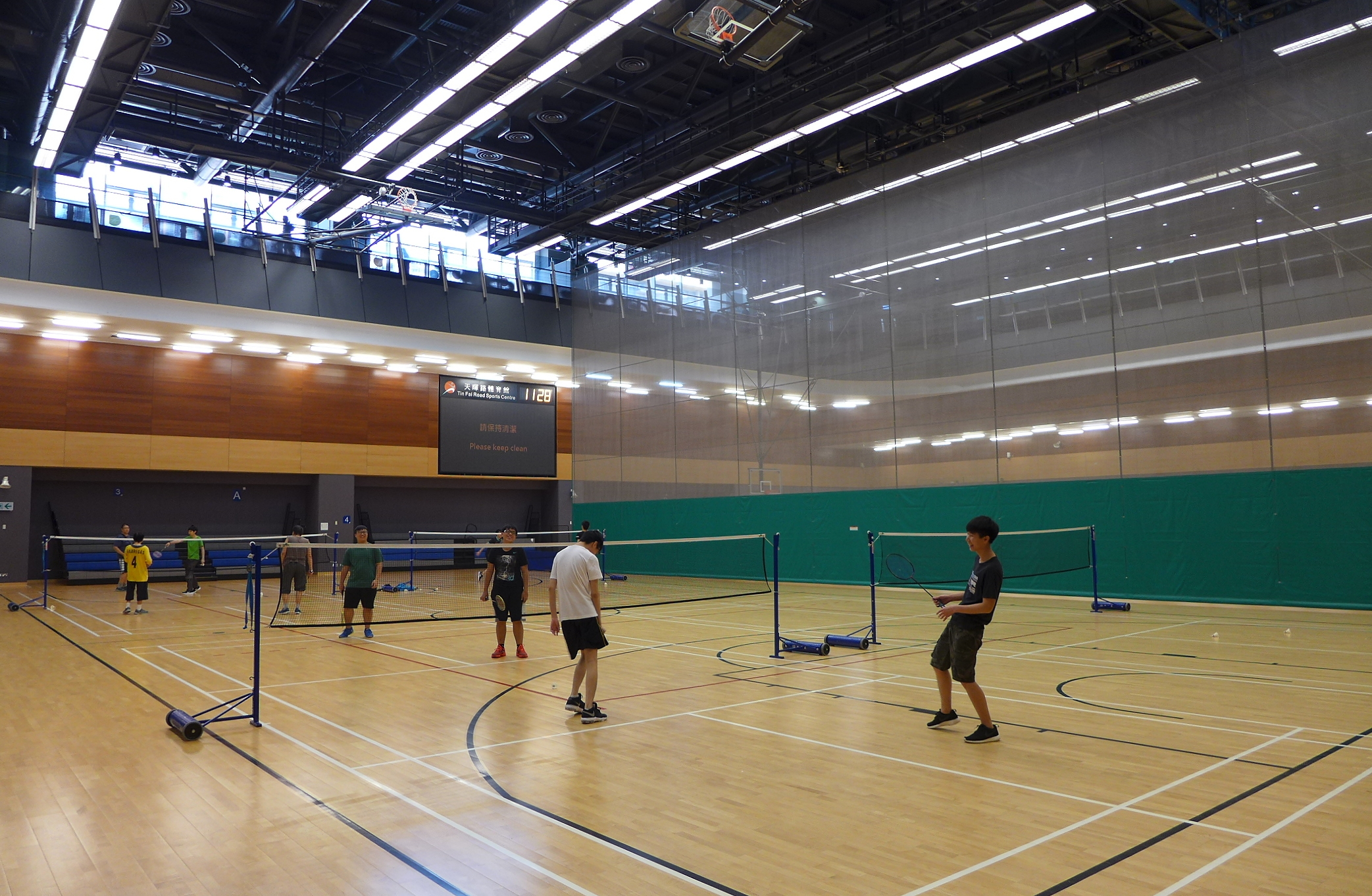
多用途主場上方設室內緩跑徑

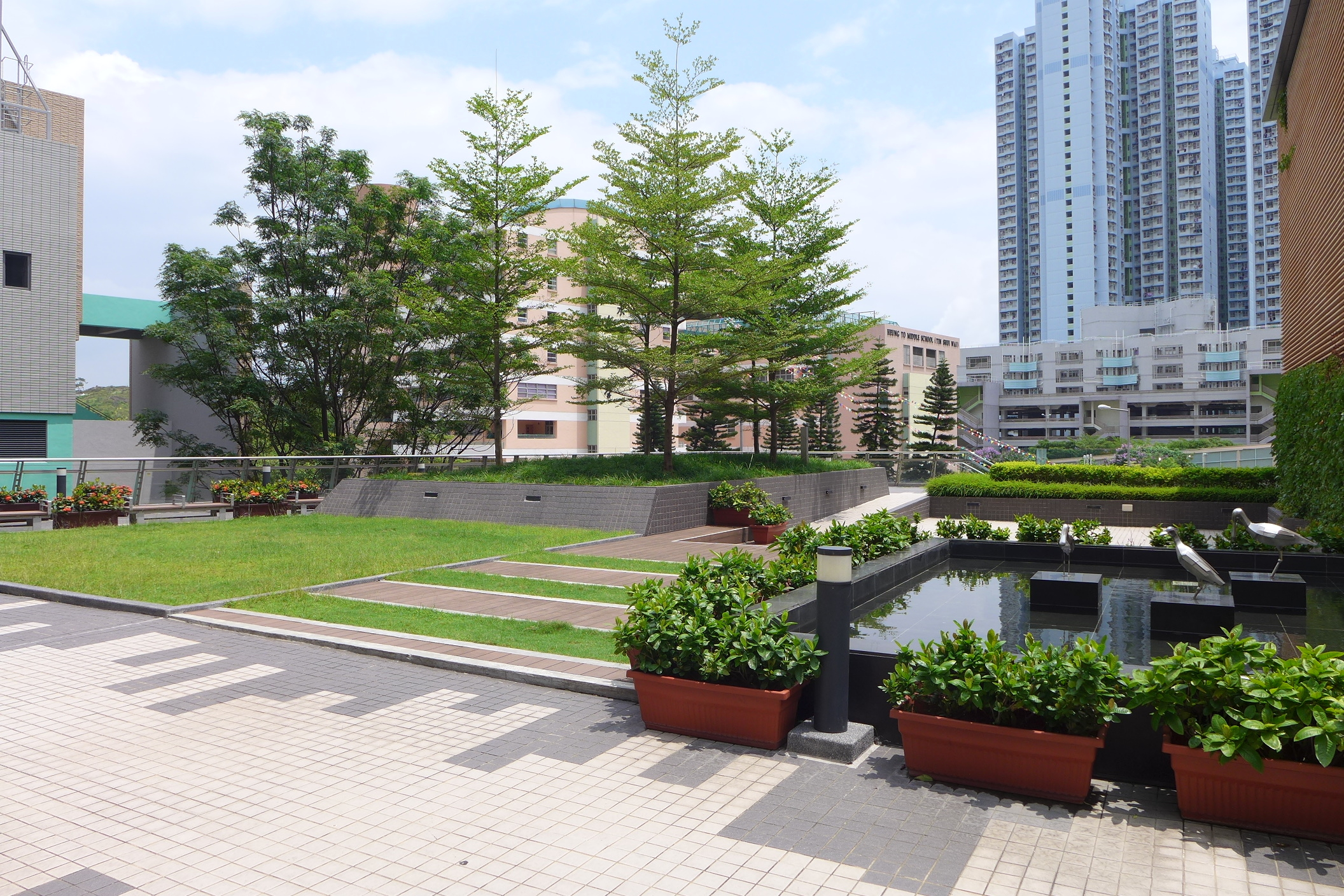
戶外花園

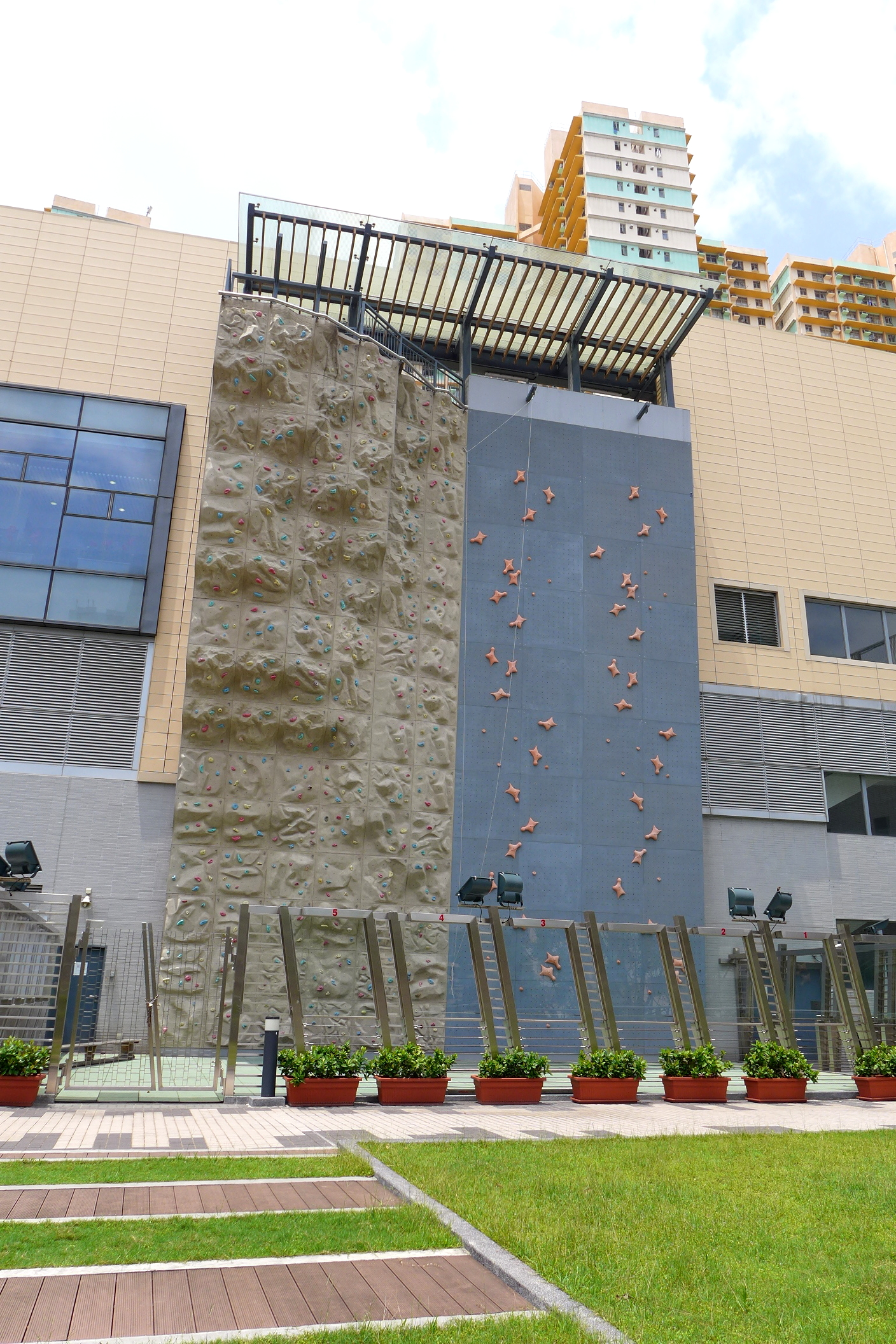
戶外攀石牆

22°27′53″N 113°59′49″E / 22.4648507°N 113.9968586°E
天暉路體育館（英語：Tin Fai Road Sports Centre）位於香港新界元朗區天水圍天瑞路63號，於2012年11月27日啟用，由康樂及文化事務署管理，作為輔助天水圍新市鎮內其餘3座體育館（屏山天水圍體育館、天瑞體育館及天水圍體育館）以及同區的元朗體育館及朗屏體育館。
處，就是在多用途主場上方設有長約130米的室內緩跑徑，是少數設有室內緩跑經的體育館之一，此外本館亦設有兒童遊戲室。
而體育館外亦設有一道設有5條攀爬線的戶外攀石牆，供持有中國香港攀山及攀登總會認可資格的人士使用。
體育館內提供「香港政府WiFi通」服務，方便市民上網。

## 開放時間
- 每天07:00-23:00（定期保養日除外）
- 每月的第2個及第4個星期三的07:00-13:00時會關閉進行場地保養（如果當日為公眾假期，保養日則順延至下一個工作日）。

## 鄰近地方
- 天恩邨
- 天富苑
- 天悅邨
- 天頌苑
- 天華邨
- 天恩邨公共運輸交匯處
- 天富巴士總站
- 輕鐵天富站
- 輕鐵頌富站
- T Town